# 横石塘镇
横石塘镇，是中华人民共和国广东省清远市英德市下辖的一个乡镇级行政单位。

## 行政区划
横石塘镇下辖以下地区：
横石塘社区、工村社区、石门台村、维塘村、共耕村、前峰村、新群村、龙新村、龙华村、龙建村和仙桥村。